# (757) Portlandia
(757) Portlandia – planetoida z pasa głównego asteroid okrążająca Słońce w ciągu 3 lat i 240 dni w średniej odległości 2,37 au. Została odkryta 30 września 1908 roku w Taunton (Massachusetts) przez Joela Metcalfa. Nazwa pochodzi od miasta Portland, gdzie odkrywca był pastorem. Przed jej nadaniem planetoida nosiła oznaczenie tymczasowe (757) 1908 EJ.